# Rózsaszín háromszög

A rózsaszín háromszög eredetileg a koncentrációs táborokban használt megjelölés, ma a melegbüszkeség szimbóluma

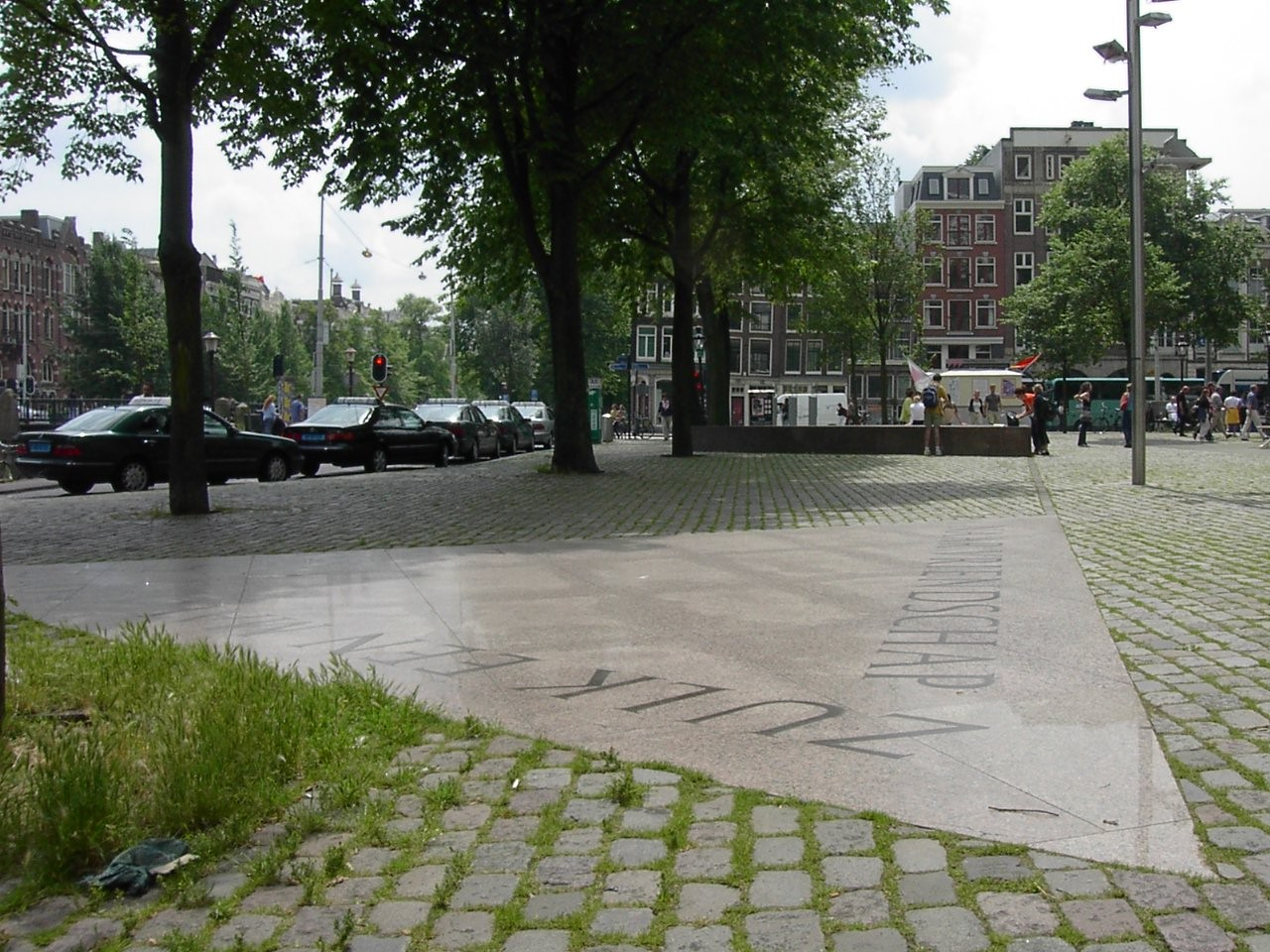
Az amszterdami Homomonument

A rózsaszín háromszög (németül: Rosa Winkel) a náci koncentrációs táborokban a férfi homoszexuális elítéltek esetében használt megjelölés volt. A hetvenes évek óta a melegjogi mozgalom és a melegbüszkeség nemzetközi jelképe.

## Története
A nácik hatalomra jutása után 1935-ben szigorították a német büntető törvénykönyv 175. paragrafusát, amely a férfiak közti homoszexuális aktusokat volt hivatott büntetni. A szigorítást követően az elítéltek száma közel tízszeresére nőtt. A normál rendőrségi eljárás helyett a homoszexuálisok felkutatása és letartóztatása a Gestapo feladata lett. A „visszaeső” elkövetőket büntetésük lejárta után átnevelési célból (Umerziehung) koncentrációs táborokba hurcolták.
A koncentrációs táborokban minden elítéltnek egy lefelé fordított színes háromszöget kellett viselnie, a háromszög színe mutatta a bebörtönzés okát. A zöld háromszög a bűnözők, a piros a politikai okokból fogva tartottak, a lila a Jehova tanúinak, a fekete az "antiszociális" személyek (alkoholisták, prostituáltak, munkakerülők, leszbikusok, romák), a rózsaszín pedig a homoszexuálisok jele volt. A zsidók számára két egymásra fordított, Dávid-csillagot formázó sárga háromszög viselése volt kötelező.
A koncentrációs táborokba hurcolt homoszexuálisok számát nehéz megbecsülni, Richard Plant az 1933 és 1944 között homoszexualitásért elítélt férfiak számát 50 000 és 63 000 közé teszi. A szexuális irányultságuk és nemi identitásuk miatt a náci rendszer által üldözöttek emlékére Tel-Avivban emelt rózsaszín háromszöget ábrázoló emlékmű felavatásán a német követ ezeket a számokat nevezte meg: 1935-öt követően évi 8000-re nőtt az évente a 175-ös paragrafus alapján elítéltek száma, 1945-ig összesen mintegy 46 000 homoszexuális férfit ítéltek el így. Közülük 5000-15 000 hunyt el koncentrációs táborban.
A táborok felszabadítását követően a rózsaszín háromszöget viselő elítélteket nem helyezték szabadlábra, hanem újra bebörtönözték őket. Míg az NDK-ban 1950-ben visszaállították a törvény 1935 előtti állapotát, az NSZK-ban a háború után 24 évig még érvényben voltak a nácik által elfogadott módosítások. A 175. paragrafus 1994-ben került ki végleg a német büntető törvénykönyvből.
A német kormány 2002-ben hivatalosan is elnézést kért a meleg közösségtől a nácik által elkövetett bűnökért.
Rózsaszín háromszög szimbólumára épül több homoszexuális emlékmű, így az amszterdami Homomonument és a sydneyi meleg és leszbikus holokauszt-emlékmű is.